# 제16회 일본 참의원 의원 통상선거
제16회 일본 참의원의원 통상선거는 1992년 7월 26일에 시행된 일본 참의원의 선거이다. 사이타마현 선거구는 보궐 선거와 동시에 실시되었으므로 의원 정수는 3명이지만, 3위 당선자의 임기는 3년이 되었다.

## 선거 정보

### 투표일
- 1992년 7월 26일

### 선거권자
- 선거권자 93,254,025명

## 선거 결과

### 투표자수
- 전국구 47,283,772명
- 지역구 47,297,079명

### 투표율
- 전국구 - 50.70%

- 남성 : 50.56%
- 여성 : 50.84%

- 지역구 - 50.72%

- 남성 : 50.57%
- 여성 : 50.86%

### 정당별 획득 의석
| 정당명              | 개선 | 비개선 | 합계 |
| ------------------- | ---- | ------ | ---- |
| 여당                | 68   | 39     | 107  |
| 자유민주당          | 68   | 39     | 107  |
| 야당                | 58   | 87     | 145  |
| 일본사회당          | 22   | 49     | 71   |
| 공명당              | 14   | 10     | 24   |
| 일본공산당          | 6    | 5      | 11   |
| 민사당              | 4    | 5      | 9    |
| 일본신당            | 4    | 0      | 4    |
| 연합의 회           | 0    | 11     | 11   |
| 제2원클럽           | 1    | 1      | 2    |
| 스포츠평화당        | 1    | 1      | 2    |
| 오키나와 사회대중당 | 1    | 0      | 1    |
| 기타                | 1    | 0      | 1    |
| 무소속              | 4    | 5      | 9    |
| 합계                | 126  | 126    | 252  |